# تراسميراس
بلدية تراسميراس (بالإسبانية: Trasmiras) هي بلدية تقع في مقاطعة أورينسي التابعة لمنطقة غاليسيا شمال غرب إسبانيا.

## الديموغرافيا
بلغ عدد سكان بلدية تراسميراس 1.560 نسمة عام 2011 (وفقاً للمعهد الوطني للإحصاء الإسباني).
| 1.914 | 1.916 | 1.880 | 1.778 | 1.724 | 1.656 | 1.560 |